# Hlîpnivka, Zvenîhorodka
Hlîpnivka (în ucraineană Хлипнівка) este localitatea de reședință a comunei Hlîpnivka din raionul Zvenîhorodka, regiunea Cerkasî, Ucraina.

## Demografie
Componența lingvistică a localității Hlîpnivka
     Ucraineană (98,5%)
     Rusă (1,5%)
Conform recensământului din 2001, majoritatea populației localității Hlîpnivka era vorbitoare de ucraineană (98,5%), existând în minoritate și vorbitori de rusă (1,5%).